# FC Ibach
Der FC Ibach ist ein Schweizer Fussballverein aus der Innerschwyzer Ortschaft Ibach. Er wurde am 14. Oktober 1954 gegründet. Die erste Mannschaft spielt zurzeit in der fünfthöchsten Schweizer Spielklasse, der 2. Liga interregional.
Der Club spielt im Stadion Gerbihof, es hat ein Fassungsvermögen von 3300 Zuschauern.
Das erste Spiel der Vereinsgeschichte absolvierte der FC Ibach im März 1955 gegen den Nachbarclub FC Brunnen. 
Im Jahre 1976 gelang dem FC Ibach der Aufstieg in die 1. Liga, die höchste Amateurliga der Schweiz.
Hauptsponsor der ersten Mannschaft ist der in Ibach ansässige Messerhersteller Victorinox.